# Barbara Marciniec
Barbara Joanna Marciniec (ur. 24 sierpnia 1942, zm. 28 listopada 2013 w Poznaniu) – polski farmaceuta i chemik radiofarmaceutyczny, profesor zwyczajny Uniwersytetu Medycznego w Poznaniu.
Prowadziła badania naukowe z analizy leków. W latach 1966–2012 była pracownikiem naukowym Katedry i Zakładu Chemii Farmaceutycznej. Była członkiem: Polskiego Towarzystwa Farmaceutycznego, Poznańskiego Towarzystwa Przyjaciół Nauk, IUPAC i Polskiego Oddziału International Federation of University Women. Pełniła funkcję przewodniczącej Komisji Analitycznej Spektrometrii Cząsteczkowej i Komisji Analizy Farmaceutycznej Komitetu Chemii Analitycznej PAN.
Była żoną chemika i rektora UAM - Bogdana Marcińca.
Została pochowana na cmentarzu Miłostowo w Poznaniu w alei zasłużonych.

## Odznaczenia
- Złoty Krzyż Zasługi[5]
- Krzyż Kawalerski Orderu Odrodzenia Polski (2009)[6]